# Desde Chile: resistimos
Desde Chile: Resistimos vol.1,  sottotitolato "canciones enviadas clandestinamente desde Chile" è un disco al quale partecipano alcuni tra i gruppi e gli interpreti più importanti del movimento denominato Nueva Canción Chilena. Come esplicitato da Antonio Gómez nelle note di copertina l'intenzione di questo disco (che avrebbe dovuto essere seguito da ulteriori capitoli che non hanno mai visto la luce) era quella di affidare alle voci e alle capacità interpretative di alcuni dei tanti artisti cileni esiliati alcune canzoni che sarebbero nate in Cile durante gli anni della dittatura e che in Cile non sarebbe stato possibile incidere o pubblicare. Per questa ragione sulla copertina ogni brano è attribuito a Juan Pueblo, un nome d'arte collettivo che rappresenta il cileno qualunque e quindi tutti i cileni. Pubblicato in Spagna dalla Movieplay questo disco non è mai stato pubblicato in Italia. Il brano eseguito dagli Inti-Illimani non è mai stato pubblicato altrove. I brani dei Quilapayún risalgono al 1976 e furono registrati per essere utilizzati nel programma Escucha Chile che veniva trasmesso giornalmente in Cile attraverso le frequenze di Radio Moscù (Radio Mosca).

## Tracce
1. No me has querido decir - 3:44 - Quilapayún
2. Cuando salen de su casa - 2:19 - Patricio Manns
3. Igual que tú - 2:45 - Quilapayún
4. Ay patria, dulce muchacha - 3:10 - Angel Parra
5. En la playa el amor - 4:47 - Isabel Parra
6. Estrella rota - 2:38 - Marta Contreras
7. A ud. Señor me dirijo - 2:39 - Quilapayún
8. Por ti vamos a vencer - 3:06 - Inti-Illimani